# Іллінська церква (Суботів)
Іллінська церква (Церква Святого Пророка Іллі) — православний храм ПЦУ у селі Суботів Чигиринського району Черкаської області збудована у 1653 (за іншими даними — у 1656) році за наказом гетьмана Богдана Хмельницького як родова церква-усипальниця.

## Опис

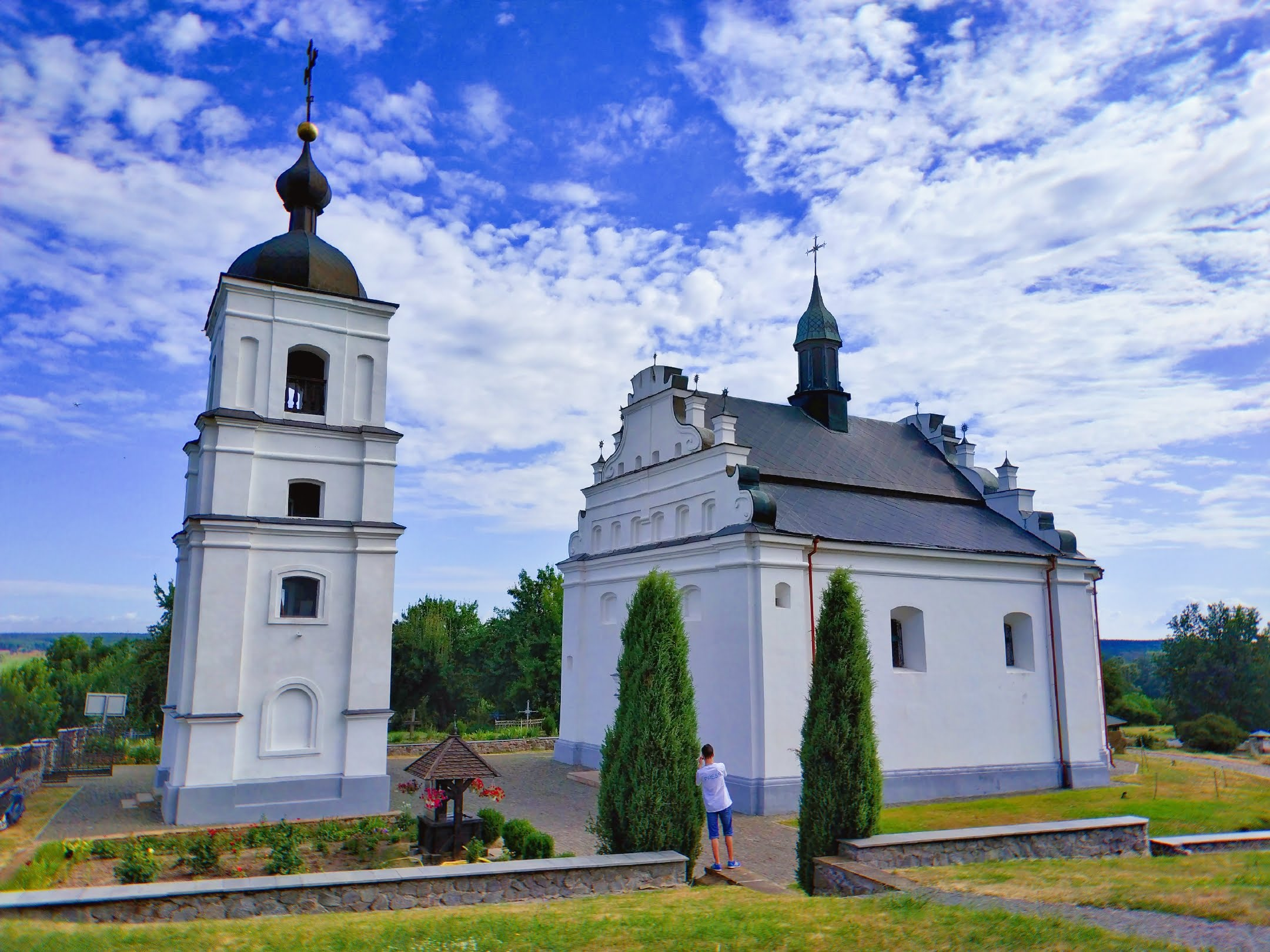
Церква в Суботові у 2019 році

Церква збудована в стилі раннього українського бароко, має оборонні риси (товщина стін — до 2 м, бійниці). Складена з каміння і цегли, однонавова, з гранчастою шестистінною апсидою. Накрита двосхилим дахом із заломом. Фасади пам'ятки вирішені лаконічно: їх кути закріплені пілястрами, в стінах — невеликі вікна в глибоких амбразурах і уступчасті ніші. Фасад увінчує розкрепований карниз, фриз і підфризовий валик. Західний фасад завершений двоярусним фігурним фронтоном виразного малюнку з волютами, розчленований карнизами і прикрашений сонечками на постаментах. По центру фронтон розділений пілястрою, в першому ярусі розміщені декоративні ніші, у другому — ключевидні бійниці в амбразурах. Об'єм нави перекритий напівциркульним склепінням з розпалубками. Хори підтримуються аркадою на двох опорних квадратних у перетині стовпах, і розкриваються в наву другим ярусом аркади. Хід на хори влаштований в товщі західної стіни.
Основні розміри церкви: довжина 23 м, ширина 14,08 м, висота стін 7,35 м. Церква збудована із каменю і цегли, товщина стін 1,8 м.

## Історія

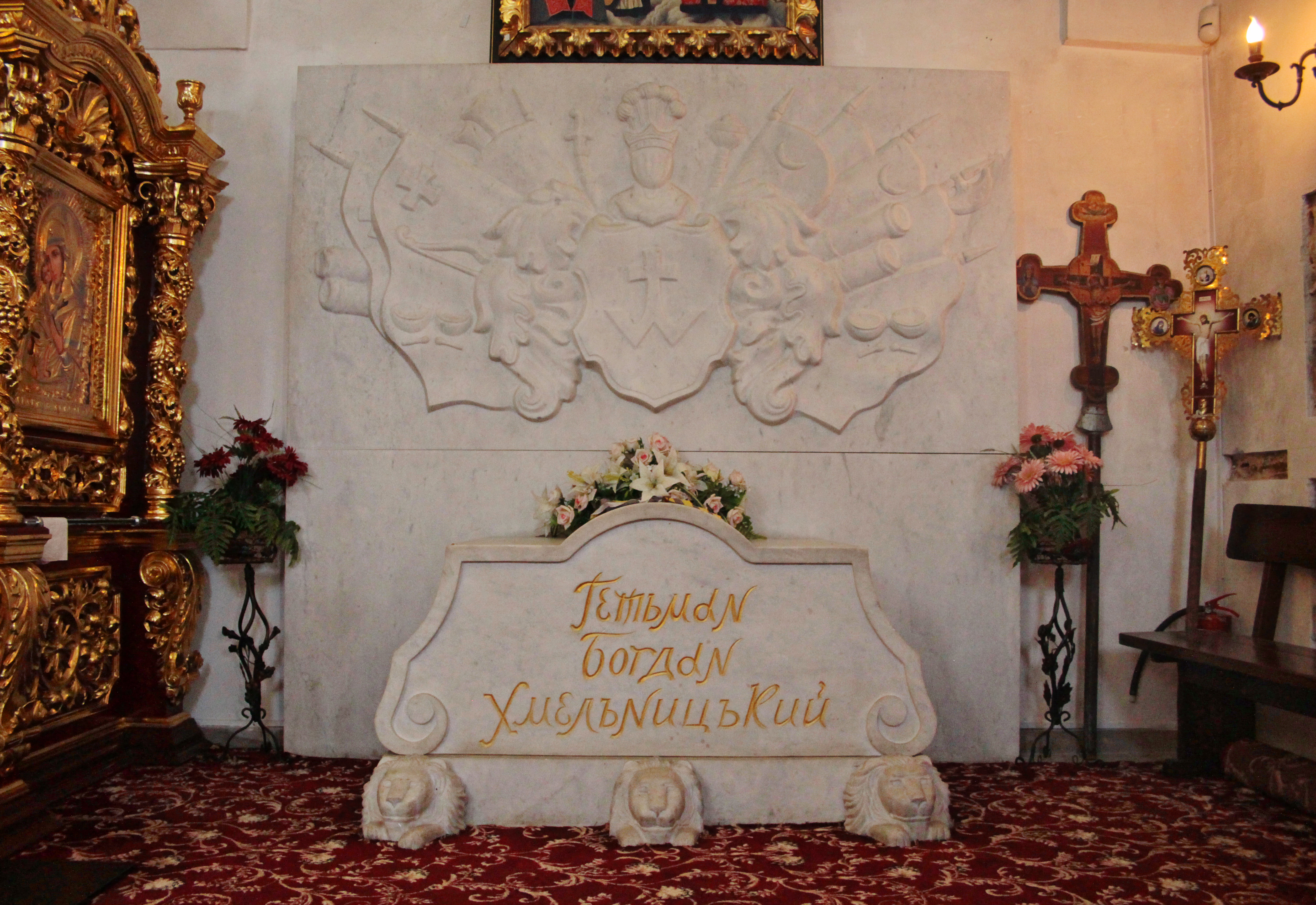
Місце захоронення Хмельницького в Іллінській церкві

За даними Івана Крип'якевича, церква була збудована з каменю, який брали зі зруйнованої татарської мечеті в околиці Суботова.
Коли у 1657 році Хмельницький помер, його поховали у Іллінській церкві праворуч від вівтаря. Археологічні дослідження 1970-их показали, що ані труни, ані тіла Хмельницького на місці поховання вже немає, а ґрунт був неодноразово перекопаний.
Під час новітніх георадарних вимірювань у червні 2019 в Іллінській церкві виявлено ознаки вхідного колодязя до склепу розмірами 3×1,3 м і заввишки (від підлоги до стелі) приблизно 1,6 м, викладеного зсередини цеглою, який, ймовірно є усипальнею Гетьмана.

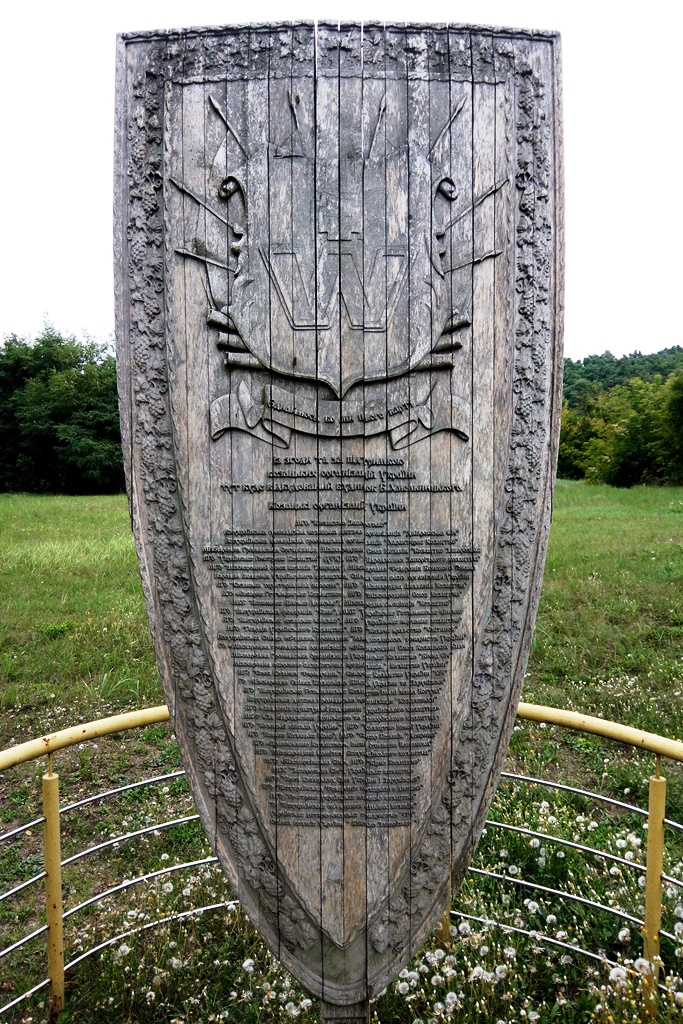
Дерев'яний щит про початок реконструкції будинку Хмельницького

У 1869 році поруч із церквою збудована дзвіниця і галерея, яка з'єднувала її з церквою.

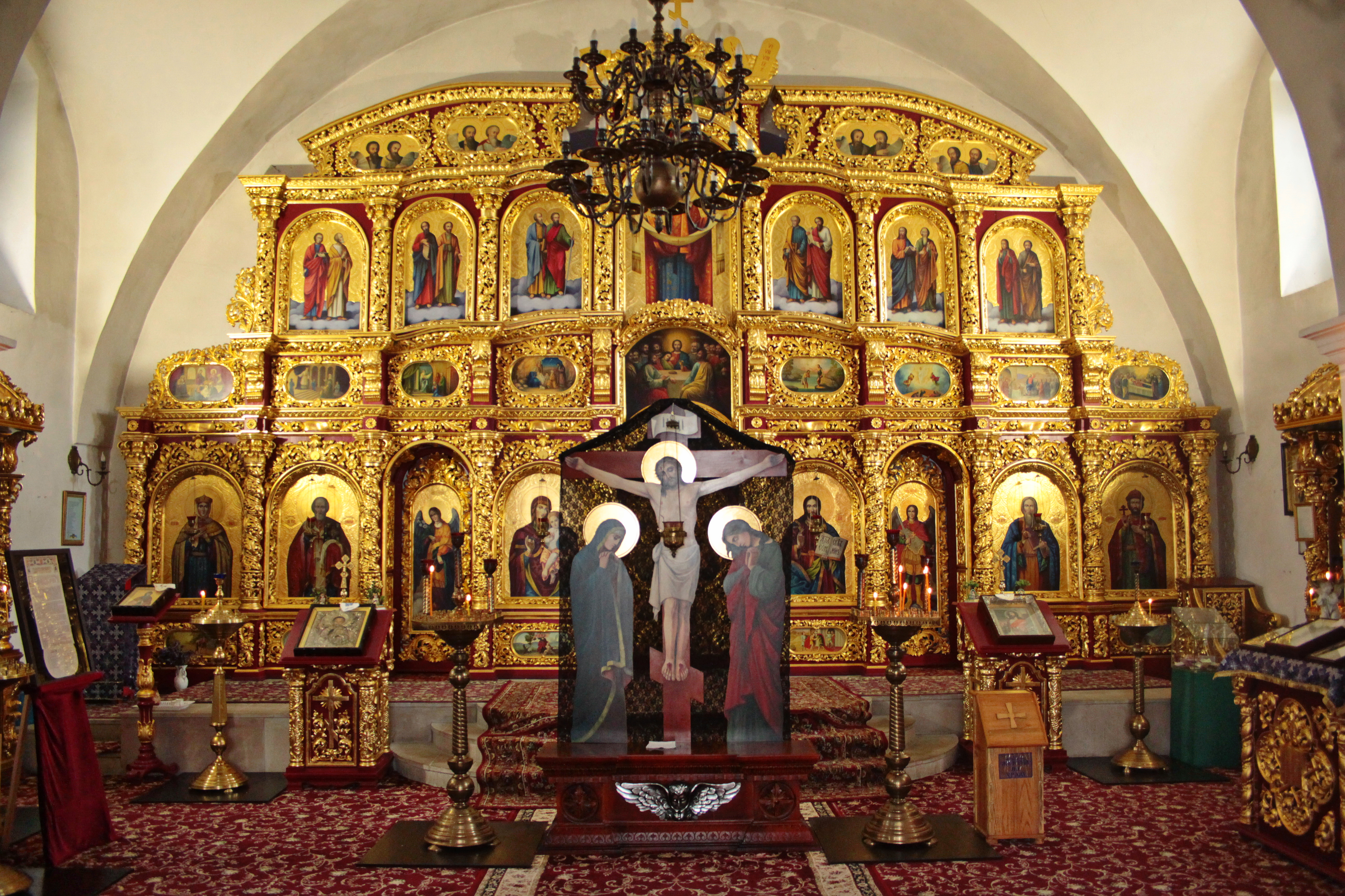
Іконостас Іллінської церкви

З приходом радянської влади, в церкві влаштували клуб, пізніше використовували як склад.
Після Радянсько-німецької війни в церкві відкрили музей Богдана Хмельницького. У 1954 році за проєктом архітектора Ісроеля Шмульсона в церкві встановлено символічний гранітний надгробок Б. Хмельницькому.
У 1978 році архітектором Сергієм Кілессо була завершена реставрація, під час якої була розібрана галерея між церквою і дзвіницею, церква відновлена у первісних формах.
З 1990 року церква повернута релігійній громаді. У 1990-х іконостас було відновлено на основі фотографії 1888 року (проект С. Кілессо, різьблення під керівництвом І. Фізера).
У 1995 році полив'яну черепицю на даху замінено на червону листову мідь.

## Образ церкви

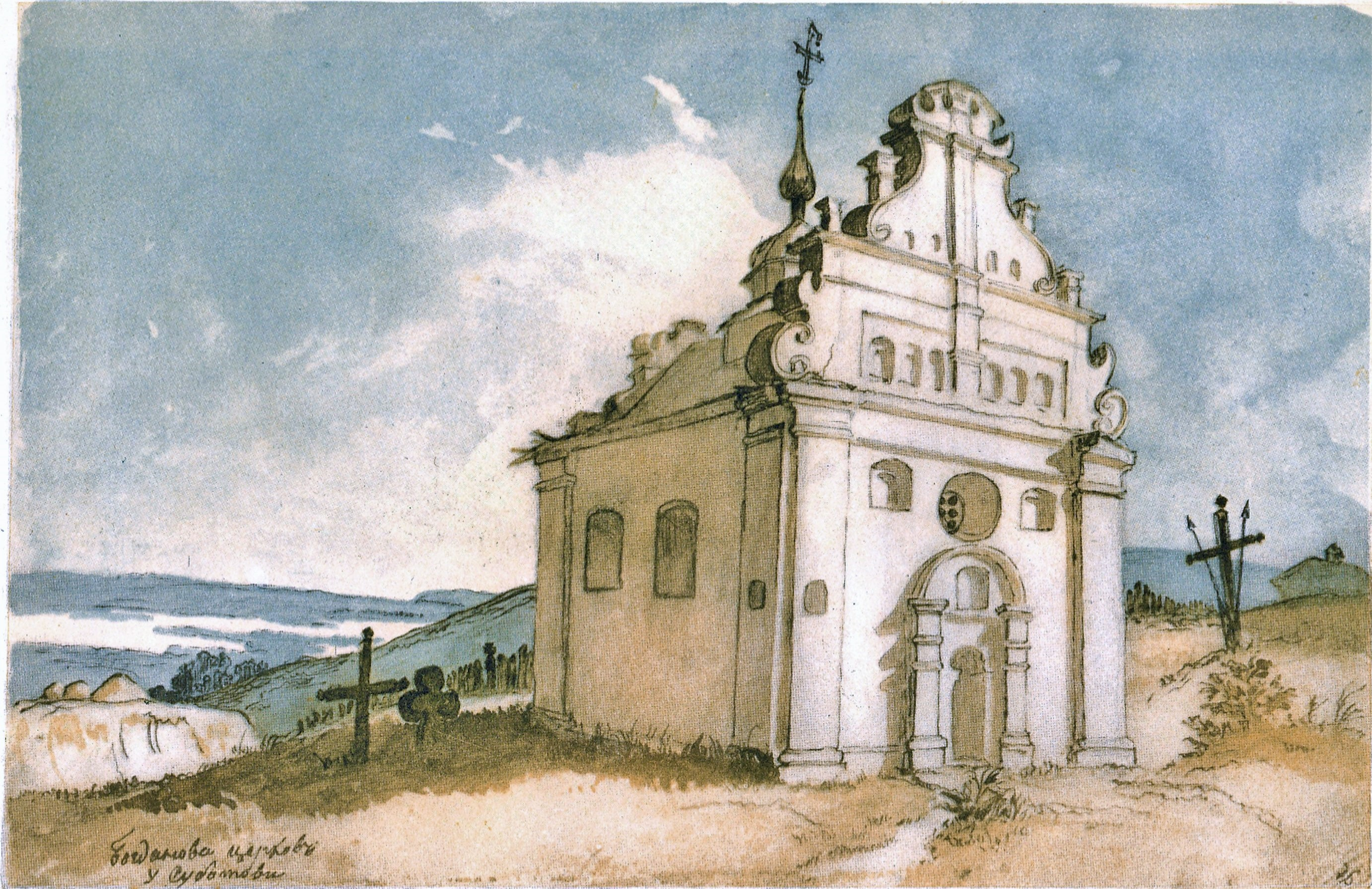
«Богданова церква у Суботові»

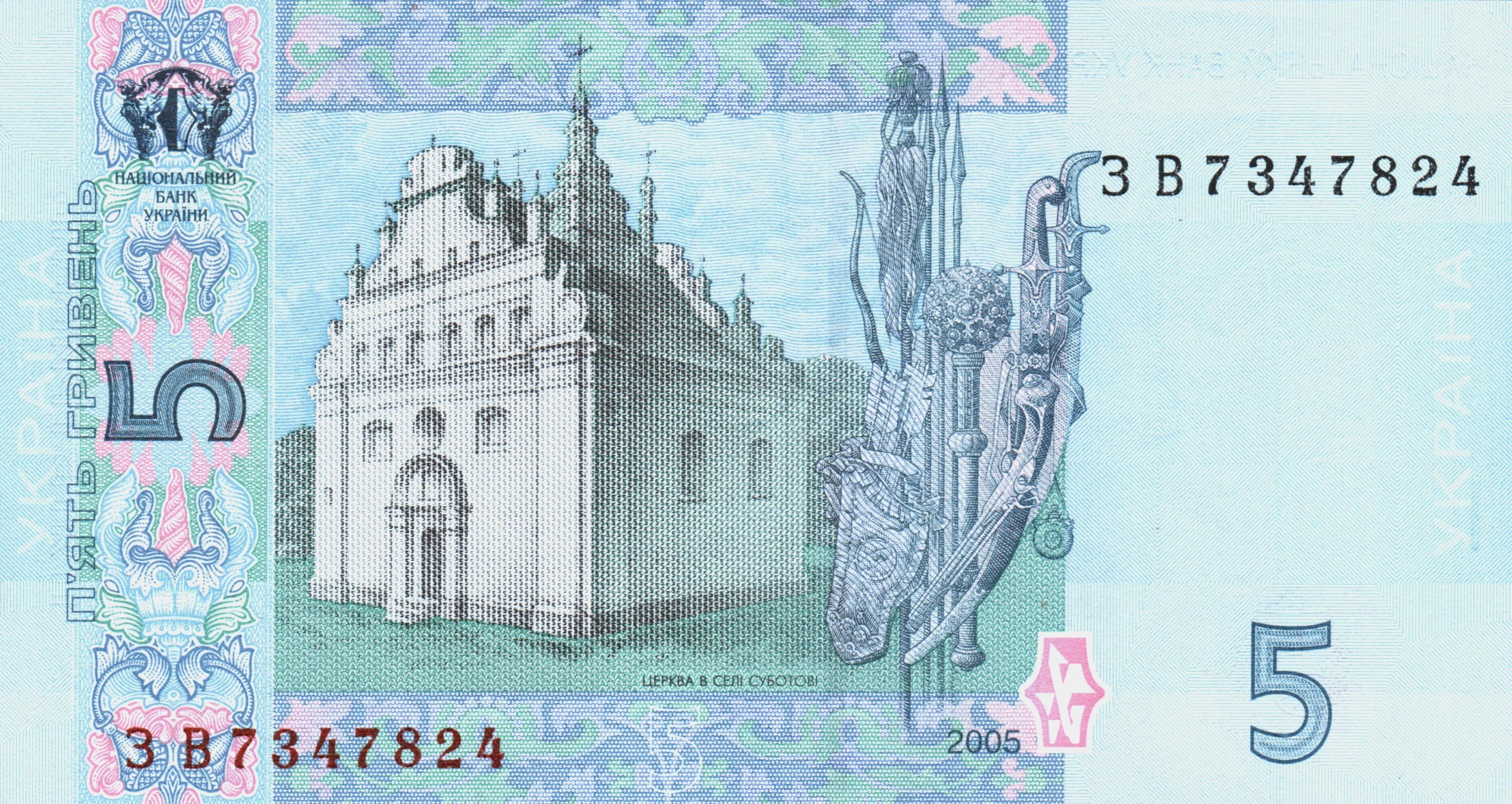
5 гривень (зворот)

В липні 1845 року Тарас Шевченко, під час подорожі по Україні, побував і в Суботові, де серед інших малюнків намалював і Іллінську церкву. Малюнок «Богданова церква у Суботові» увійшов до його альбому 1845 року.
Пізніше, того ж року, перебуваючи на Полтавщині, поет написав вірш «Стоїть в селі Суботові».
Стоїть в селі Суботові
На горі високій
Домовина України,
Широка, глибока.
Ото церков Богданова.
Там-то він молився,
Щоб москаль добром і лихом
З козаком ділився… 
Також церкву малювали П. Сплестер, Де ля Фліз та інші.
Зображення церкви присутнє на зворотній стороні 5-гривневих купюр.